# Campylocera octomaculata
Campylocera octomaculata är en tvåvingeart som beskrevs av Günther Enderlein 1942. Campylocera octomaculata ingår i släktet Campylocera och familjen Pyrgotidae. Inga underarter finns listade i Catalogue of Life.